# James Hamilton (4e duc de Hamilton)
Pour les articles homonymes, voir James Hamilton et Hamilton.
James Hamilton, 4e duc de Hamilton et 1er duc de Brandon (11 avril 1658- 15 novembre 1712) est un noble écossais, le premier pair de l’Écosse, et garde du palais de Holyrood. Il est maître de la grande garde-robe, maître général de l’équipement, ambassadeur et colonel en chef de son régiment. Il est un investisseur majeur dans le projet Darién, qui a coûté leur fortune à de nombreux membres de la classe dirigeante écossaise, et il joue un rôle de premier plan dans les événements qui conduisent à l'acte d'Union de 1707. Il meurt le 15 novembre 1712, à l'issue d'un duel célèbre à Hyde Park avec Charles Mohun, pour un héritage litigieux.

## Jeunesse

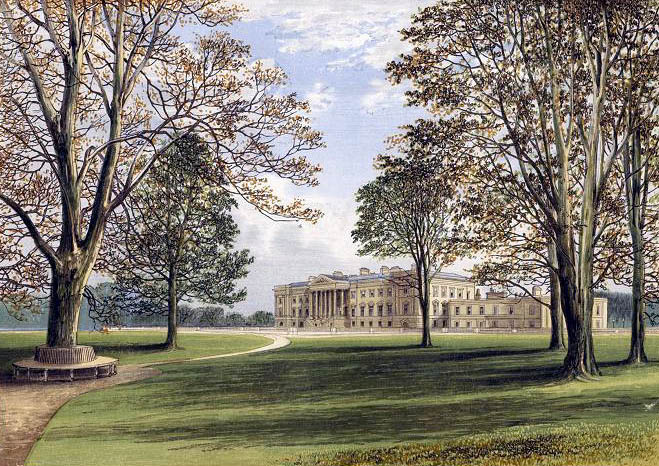
Hamilton Palace - siège des ducs de Hamilton

Fils aîné de William Douglas qui est créé duc de Hamilton à titre viager et qui change son nom de famille en Hamilton en 1660 et son épouse Anne Hamilton (3e duchesse de Hamilton), il nait à Hamilton Palace dans le Lanarkshire. Il est un descendant de la Maison Stuart par le biais de sa mère et a donc une revendication importante sur les trônes d'Écosse et d'Angleterre. Il est formé par une série de tuteurs jusqu'à ce qu'il soit en âge d'aller à l'Université de Glasgow. Il fait ensuite un Grand Tour sur le continent, à la mode parmi les jeunes seigneurs de l’époque. Il est appelé comte d'Arran jusqu'en 1688.
En 1679, il est nommé gentilhomme de la Chambre à coucher par Charles II. En 1683, il est ambassadeur accrédité auprès de la cour de Louis XIV. Il est resté en France pendant plus d'un an, participant à deux campagnes de service français. À son retour en Grande-Bretagne à la suite de l'avènement de Jacques II, il apporte des lettres de recommandation personnelle de Louis au nouveau roi. Le roi Jacques le confirme dans son poste. Il fait partie de la première cohorte de l'Ordre du Chardon de Jacques II en 1687 et, après la déposition de Jacques, Arran refuse de rejoindre le parti du prince d'Orange. Il est emprisonné à deux reprises dans la Tour de Londres, soupçonné d'intrigues, mais est libéré sans inculpation.

## Duc de Hamilton
Le père d'Arran meurt en 1694 et, en juillet 1698, sa mère abandonne tous ses titres entre les mains du roi William, qui les recrée pour Arran un mois plus tard dans une charte signée à Het Loo, aux Pays-Bas. Il est confirmé dans les titres de duc de Hamilton, marquis de Clydesdale, comte d'Arran, Lanark et Cambridge et Lord Aven, Polmont, Machansyre et Innerdale . Cette recréation de titre est probablement dû à la loyauté des parents d'Arran envers le roi, car sa propre affection pour la Maison d'Orange est sujette à caution en raison de son présumé jacobitisme.

## Le régime Darien et l'Acte d'Union
La formation par Hamilton d'un groupe politique en faveur du Projet Darién, au Parlement d'Écosse, constitue une rupture supplémentaire par rapport au Zeitgeist qui règne à Londres à l'époque. Hamilton et sa mère ont lourdement investi dans l'expédition.
À la suite de l'échec de Darien et de la dégradation de l'économie du pays, des intrigues se nouent pour proposer l'union politique entre les deux royaumes de l'Écosse et de l'Angleterre. Hamilton est supposé présider le parti anti-union, peut-être en raison de sa revendication sérieuse au trône d'Écosse. Étant un descendant par sa mère de la Maison Stuart (avant leur accession au trône d'Angleterre) il est le principal prétendant au trône d'Écosse au cas où l’Écosse aurait choisi de ne pas accepter Sophie de Hanovre comme l'héritière Stuart. Sophia est la descendante la branche la plus cadette des Stuarts anglais et écossais. Cela signifie que Hamilton et ses héritiers sont les suivants dans la succession écossaise après la Maison de Hanovre. Il hésite entre la Cour et les partis nationaux. Le jour du vote final concernant l'union anglo-écossaise, Hamilton s'abstient et reste dans ses appartements du Palais de Holyrood prétendant être indisposé par les maux de dents. Les actes d'union extrêmement impopulaires, sont adoptés et des émeutes ont suivi dans les rues d’Édimbourg. Hamilton a manqué sa chance d'assurer la succession écossaise pour sa famille.

## Après l'Union
Hamilton est choisi comme l'un des 16 pairs écossais représentatifs en 1708. Il est créé duc de Brandon, dans le comté de Suffolk dans la pairie britannique en 1711. Cela suscite des critiques quant à la légalité de son poste et à sa capacité à siéger à la Chambre des lords. La situation n'est résolue qu'en 1782 en faveur de James Hamilton (6e duc de Hamilton). En plus du duché, Hamilton est créé baron Dutton dans le Cheshire. En octobre 1712, il est créé chevalier de la jarretière, ce qui en fait le seul non membre de la famille royale à être un chevalier du chardon et de la jarretière.

## L'héritage et la mort de Macclesfield

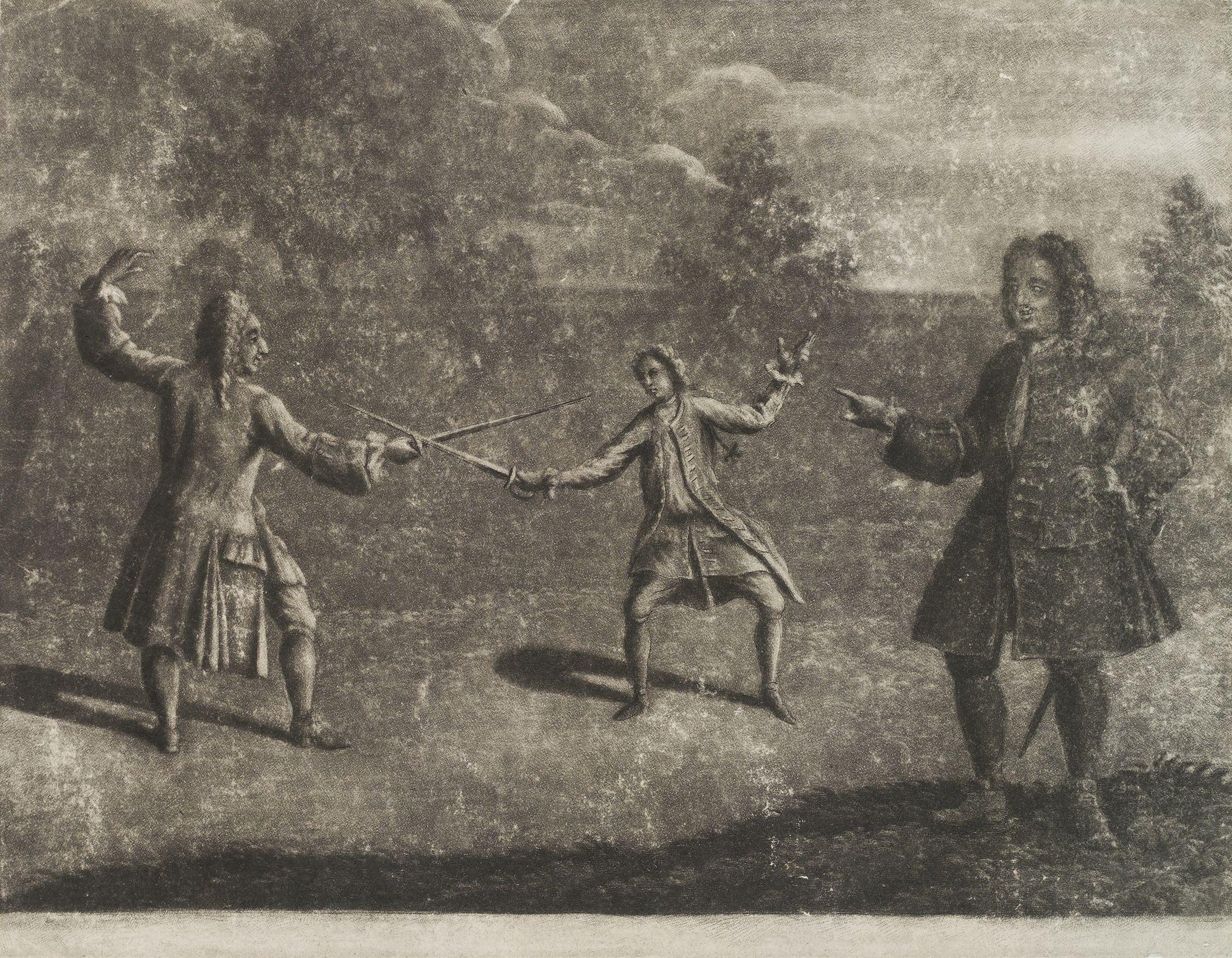
Hamilton et Mohun en duel à Hyde Park

Le 15 novembre 1712, Hamilton livre à Hyde Park un duel contre Charles, Lord Mohun, dans un épisode relaté dans L'Histoire de Henry Esmond de William Makepeace Thackeray. À la suite du décès sans héritier de Fitton Gerard (3e comte de Macclesfield), en 1702 un désaccord se pose quant à savoir qui devait hériter de ses vastes domaines basés à Gawsworth Hall, dans le Cheshire. Hamilton réclame les domaines par l'intermédiaire de son épouse Elizabeth Gerard, petite-fille de Charles Gerard (1er comte de Macclesfield). Mohun les revendiqua comme l'héritier nommé par Charles Gerard (2e comte de Macclesfield), avec qui il avait été compagnon d'armes. Les années de litige qui suivent aboutissent à l'appel de Hamilton par Mohun.
Le duel a lieu le 15 au matin. Hamilton blesse Mohun à mort et est mortellement blessé à son tour. Par la suite, le second de Hamilton affirme que le second de Mohun, George Macartney, a donné le coup de grâce à Hamilton tout en feignant de s'occuper de Mohun, mais les éléments de preuve présentés n’étaient absolument pas concluants.

## Mariage et descendance
En 1686, Hamilton épouse Anne Spencer, fille de Robert Spencer (2e comte de Sunderland). Ils ont deux filles, mais aucune n'a survécu à l'enfance. Anne est décédée peu de temps après la naissance de la deuxième fille en 1690.
Hamilton épouse en secondes noces Elizabeth Gerard, fille de Digby Gerard, 5e baron Gerard en 1698, et ils ont sept enfants:
- Elizabeth Hamilton (1699–1702)
- Catherine Hamilton (c. 1700–17 décembre 1712)[4]
- Charlotte Hamilton (c. 1701-1774), qui épouse Charles Edwin, député de Llanfihangel, et est une figure du début du méthodisme[5]
- James Hamilton (5e duc de Hamilton) (1703-1743)
- William Hamilton (v. 1705-1734)
- Susan Hamilton (26 septembre 1706-1753)[6]
- Anne Hamilton (1709-1748), ancêtre du 13e duc et des actuels ducs de Hamilton.

De plus, Hamilton a un fils illégitime, le lieutenant colonel James Abercrombie, 1er baronnet, né avant 1680, décédé à Dunkerque en 1724. Il a un deuxième fils illégitime, Charles Hamilton, de Barbara FitzRoy, ainsi que deux filles nommées Ruthven.